# دبليو. نورمان براون
دبليو. نورمان براون (بالإنجليزية: W. Norman Brown)‏ هو مختص في علم الهنديات أمريكي، ولد في 24 يونيو 1892 في بالتيمور في الولايات المتحدة، وتوفي في 22 أبريل 1975.